# Guillermo Arellano
Guillermo Arellano Moraga (21 d'agost de 1908 - 16 de febrer de 1999) fou un futbolista xilè.

## Selecció de Xile
Va formar part de l'equip xilè a la Copa del Món de 1930.